# Jonás Fernández
Jonás Fernández, né le 8 janvier 1979 à Oviedo, est un homme politique espagnol, membre du Parti socialiste ouvrier espagnol (PSOE).